# Паровози Черепанових
Паровози Черепа́нових — перші паровози, побудовані в Росії. Перший паровоз побудований у 1833 році, другий — у 1835 році. Залізничний шлях, по якому ходили паровози, мав ширину колії 1645 мм (2 аршина і 5 вершків).

## Перший паровоз

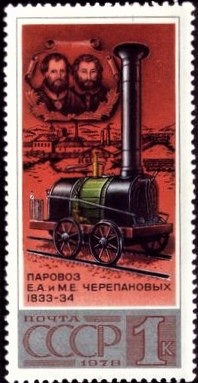
Поштова марка СРСР. 1978. Паровоз Черепанових

Перший паровоз побудували Юхим і Мирон, батько й син Черепанови 1833 року на Вийському заводі, який входив до складу Нижньотагільських заводів. Випробування паровоза почалися в серпні 1834 року.
Пристрій цього паровоза та історія його створення були описані в п'ятому номері «Гірничого журналу» за 1835 рік. З цієї статті нам відомо, що при створенні паровоза Черепанови зіткнулися з кількома технічними проблемами. Зокрема спочатку котел не давав достатьо жару і не виробляв необхідну кількість пари. Також перед Черепановими постала проблема створення пристрою реверсу, яке дозволяло змінювати напрямок руху потяга без розвороту. Обидві технічні проблеми були вдало вирішені інженерами Черепановими.
«Горный журнал» писав, що перша проблема була вирішена збільшенням кількості димогарних труб (кількість яких було доведено до вісімдесяти), а друга — за допомогою механізму, що складався з ексцентричного колеса, приводив у рух парові золотники, які регулювали напрямок впуску пари в циліндр.

«Горный журнал» наводить наступні відомості про технічні характеристики паровоза (рос.):

Сухопутный пароход, ими устроенный, ходит ныне в обе стороны по нарочно приготовленным на длине 400 сажень (853,5 м) чугунным колёсопроводам. Пароход их неоднократно был в действии и показал на деле, что может возить более 200 пуд (3,3 тонны) тяжести со скоростью от 12 до 15 вёрст в час (13 — 16 км/ч). Самый пароход состоит из цилиндрического котла длиною 5 1/2 футов (1676 мм) диаметром 3 футов (914 мм) и из двух паровых лежачих цилиндра длиной 9 дюймов (229 мм), в диаметре 7 дюймов (178 мм).

Журнал також згадує про наявність у паровоза тендеру для води і палива. «Чавунні колесопроводи» (тобто рейки) були виготовлені в дослідному порядку на Нижньотагільському заводі.
З інших джерел відомі дані про масу паровоза, яка становила 2,4 тонни (в робочому стані). Осьова формула паровоза — 1-1-0. Бігункова і ведуча колісні пари мали однаковий діаметр.
У 1836 році Черепанови побудували першу в Росії залізницю довжиною 854 м, що з'єднала Вийський завод і Міднорудянський рудник. У 1837 році майбутній Імператор Олександр II проїхав по цій дорозі і спустився в шахту.

## Другий паровоз
Після випробувань першого паровоза Черепанови стали будувати другий паровоз, який був добудований у березні 1835 року. Цей паровоз був дещо більше попереднього і відрізнявся від нього деякими конструкційними особливостями. На відміну від першого паровоза, у другого колеса паровоза бігункової пари мали менший діаметр, ніж колеса провідної колісної пари.
Основні розміри другого паровоза Черепанових:
- Довжина котла — 6 футів (1829 мм)
- Діаметр котла — 3 фути і 4 дюйма (1016 мм)
- Діаметр циліндра — 7,5 дюйма (190,5 мм)
- Хід поршня — 10 дюймів (254 мм)

У замітці «Горного журнала» говорилось (рос.):

В «Горном журнале» сего года № 5 было напечатано известие о том, что в Нижне-Тагильском заводе гг. механики Черепановы устроили сухопутный пароход, который был испытан неоднократно, при чём оказалось, что он может возить более 200 пудов тяжести со скоростью от 12 до 15 верст в час.

Ныне гг. Черепановы устроили другой пароход большего размера, так что он может возить за собой до тысячи пудов тяжести. По испытании сего парохода оказалось, что он удовлетворяет своему назначению; почему и предложено и ныне же продолжить чугунные колесопроводы от Нижне-Тагильского завода до самого медного рудника, и употребить пароход для перевозки медных руд из рудника в завод.

## Доля паровозів Черепанових
На відміну від стаціонарних парових двигунів, затребуваних у той час російською промисловістю, першій російській залізниці Черепанових не було приділено належної уваги. Начальство Нижньотагільського заводу, та й сам заводчик  Демидов досить скептично ставилися до будівництва паровиків. До того ж підрядники кінного візництва були налаштовані проти залізниці.
Але головне, як паливо в паровозах Черепанових використовувалися дрова. «Сухопутний пароплав» споживав їх у такій кількості, що дуже скоро постала проблема з підвезенням. За роки експлуатації весь ліс в околицях залізниці був вирубаний, і дрова доводилося доставляти здалеку на тій же кінній тязі. Це вирішальним чином вплинуло на долю паровоза на відміну від машин головного інженера вугільних копалень Стефенсона.
Згодом замість паровоза стали використовувати гужову упряж, тягаючи по гілці вагони з рудою.
Частково збереглися виконані з натури племінником Юхима Черепанова Амосом креслення, а також діюча модель паровоза, зроблена ними в 1837 році для промислової виставки в Петербурзі. За ним у 1949 році була виготовлена копія паровоза, яка нині стоїть перед Палацом культури залізничників навпроти вокзалу в Єкатеринбурзі. Макети першого паровоза Черепанових можна побачити в Історико-технічному музеї «Будинок Черепанових» — філії Нижньотагільського музею-заповідника «Гірничозаводський Урал» (Нижній Тагіл), Політехнічному музеї (Москва), в музеї історії науки і техніки Свердловської залізничної магістралі (Єкатеринбург), у дворі Сибірського державного університету шляхів сполучення (Новосибірськ), у будівлі управління Красноярської залізниці, у Самарському залізничному музеї та в музеї Амурського мосту (Хабаровськ). Копія першого російського паровоза встановлена також у 2020 році біля будівлі управління Калінінградської залізниці.

Пам'ятник Черепановим стоїть на центральній площі міста Нижнього Тагілу, а також в Уральському державному університеті шляхів сполучення (Єкатеринбург) і на кінцевій станції Дитячої залізниці у місті Кемерово.

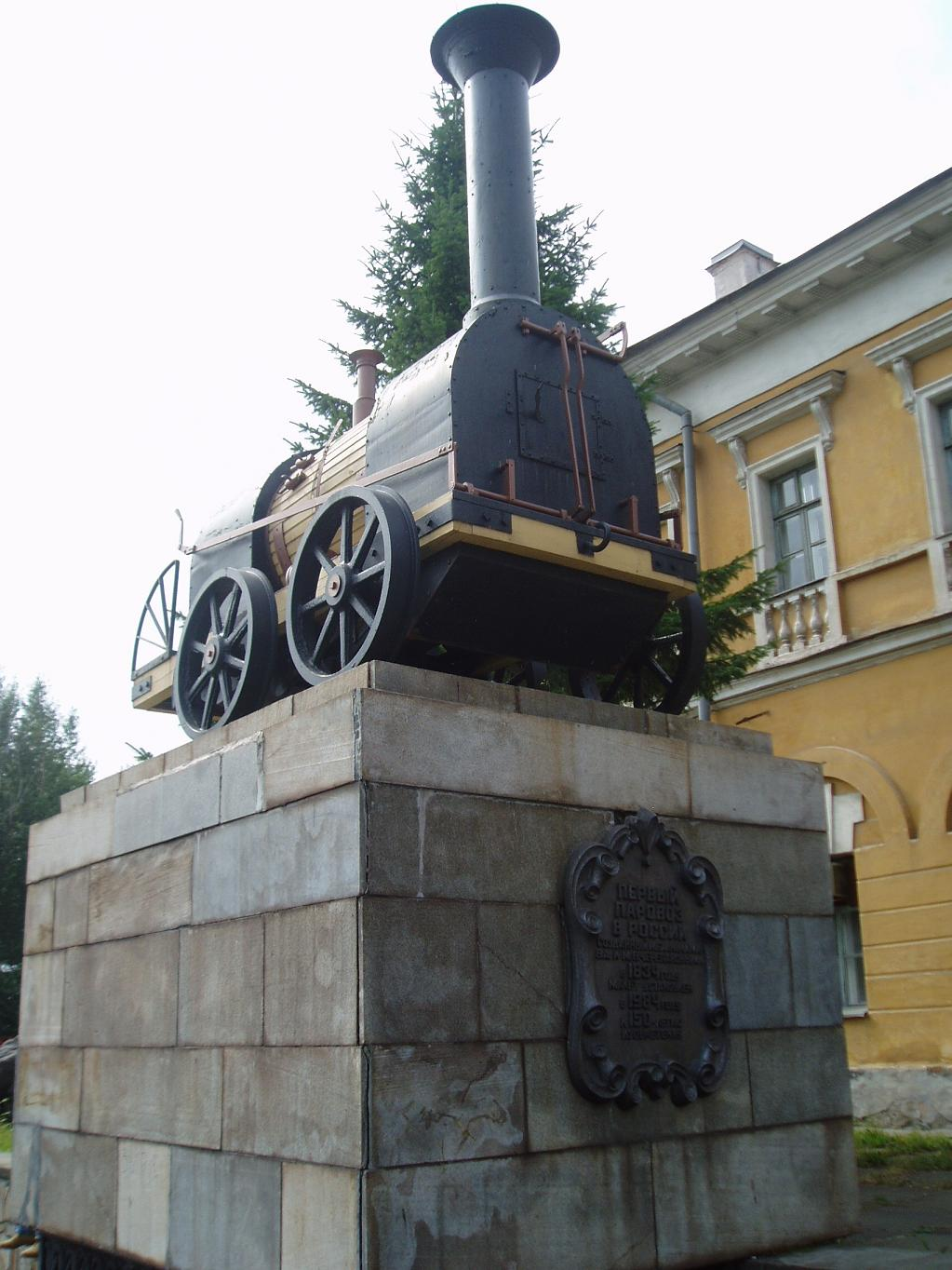
Пам'ятник у Нижньому Тагілі
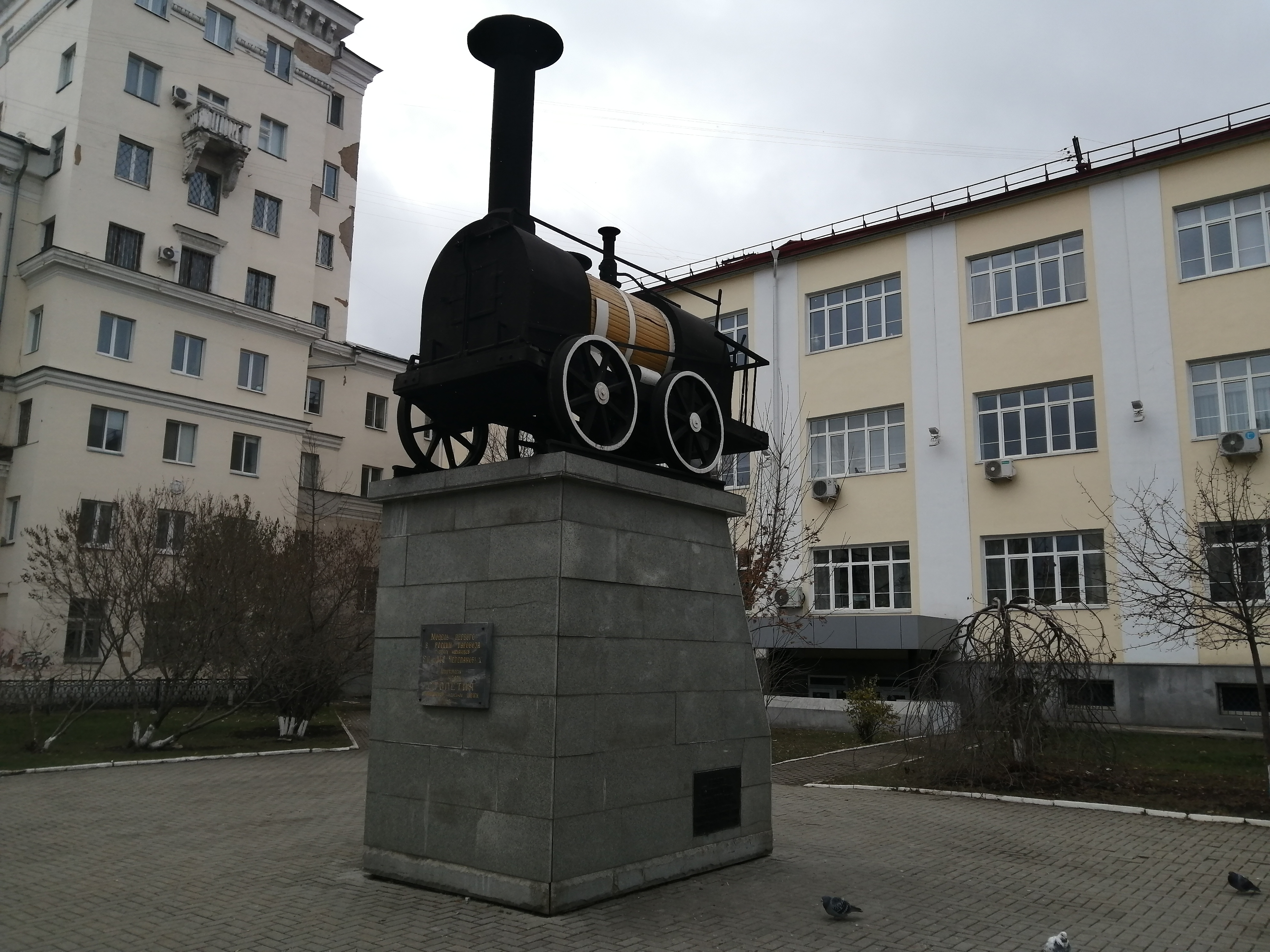
Пам'ятник навпроти Залізничного вокзалу Єкатеринбурга, поруч з ДК Залізничників
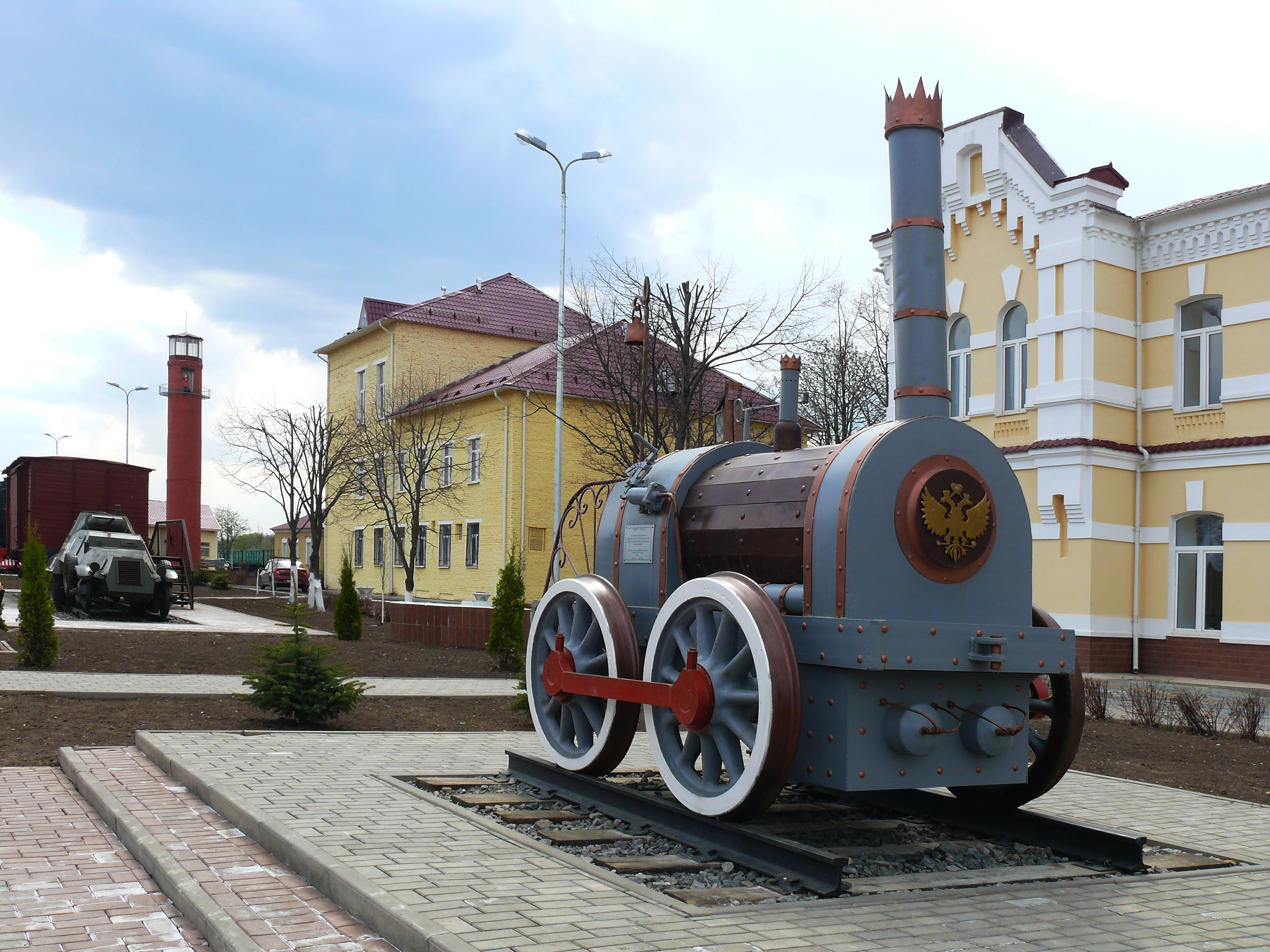
Пам'ятник на залізничній станції в місті Веньов
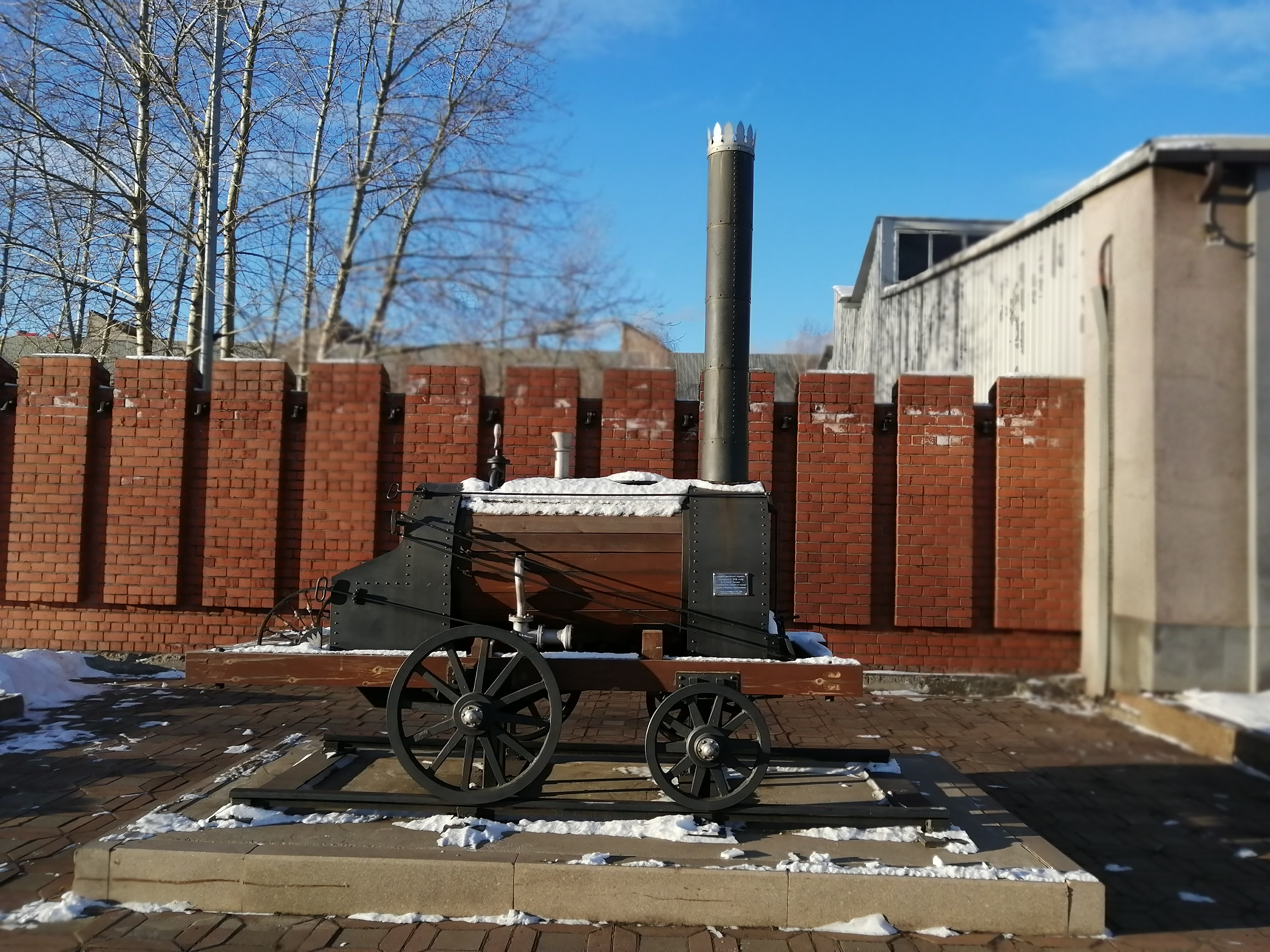
Пам'ятник біля Музею історії Уралвагонзаводу
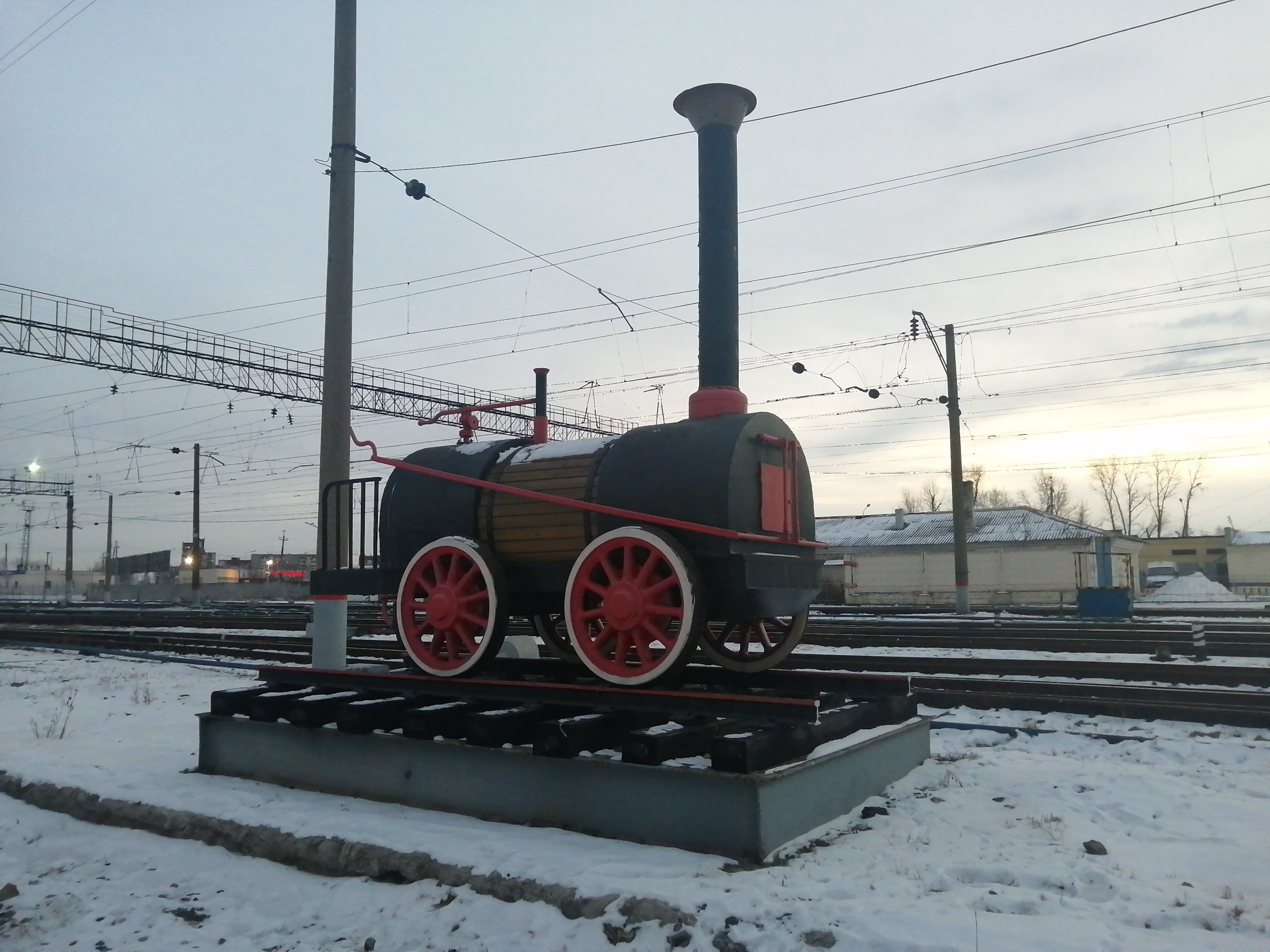
Макет на залізничній станції Нижній Тагіл
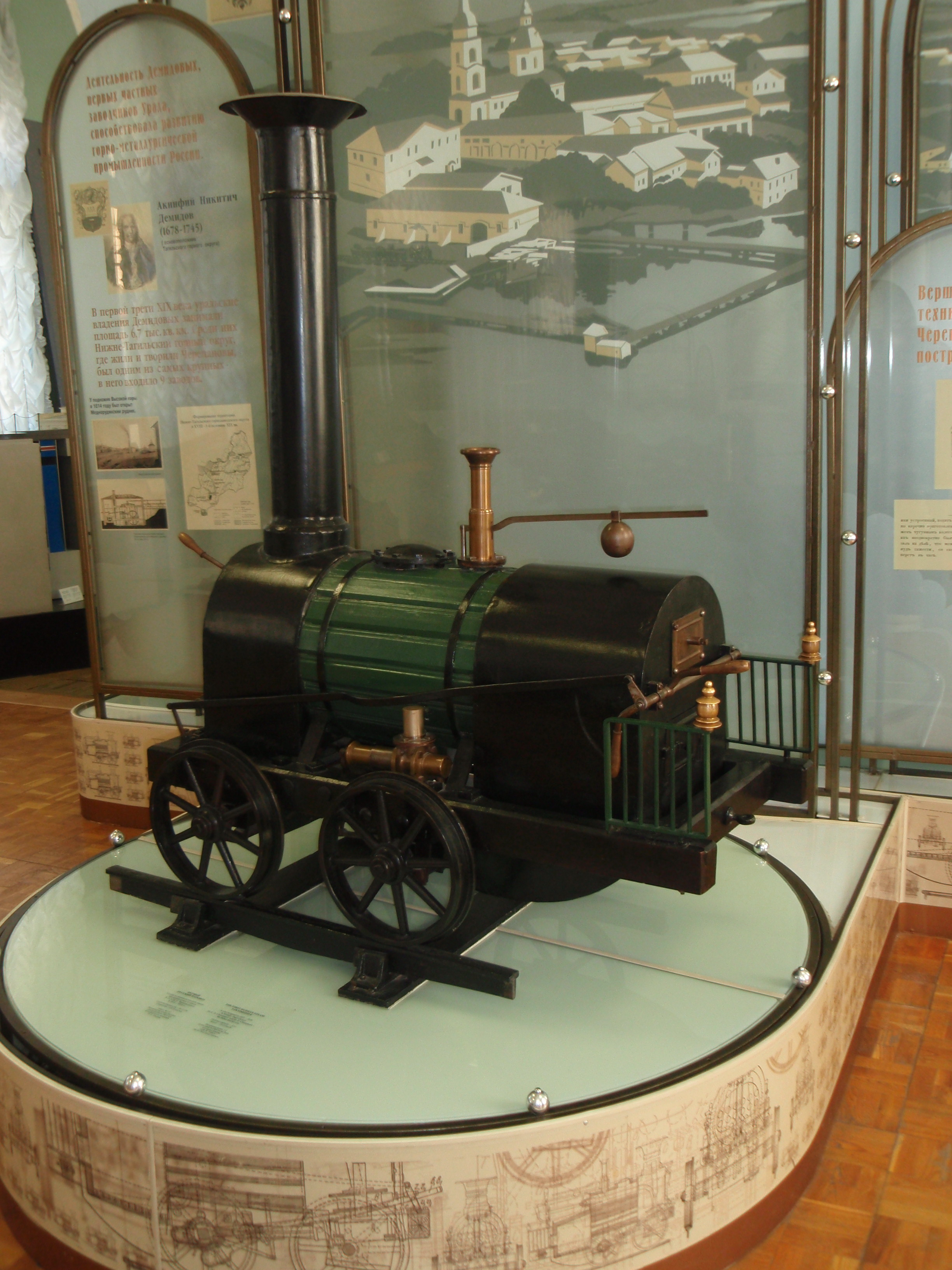
Макет в Державному Політехнічному музеї Москви
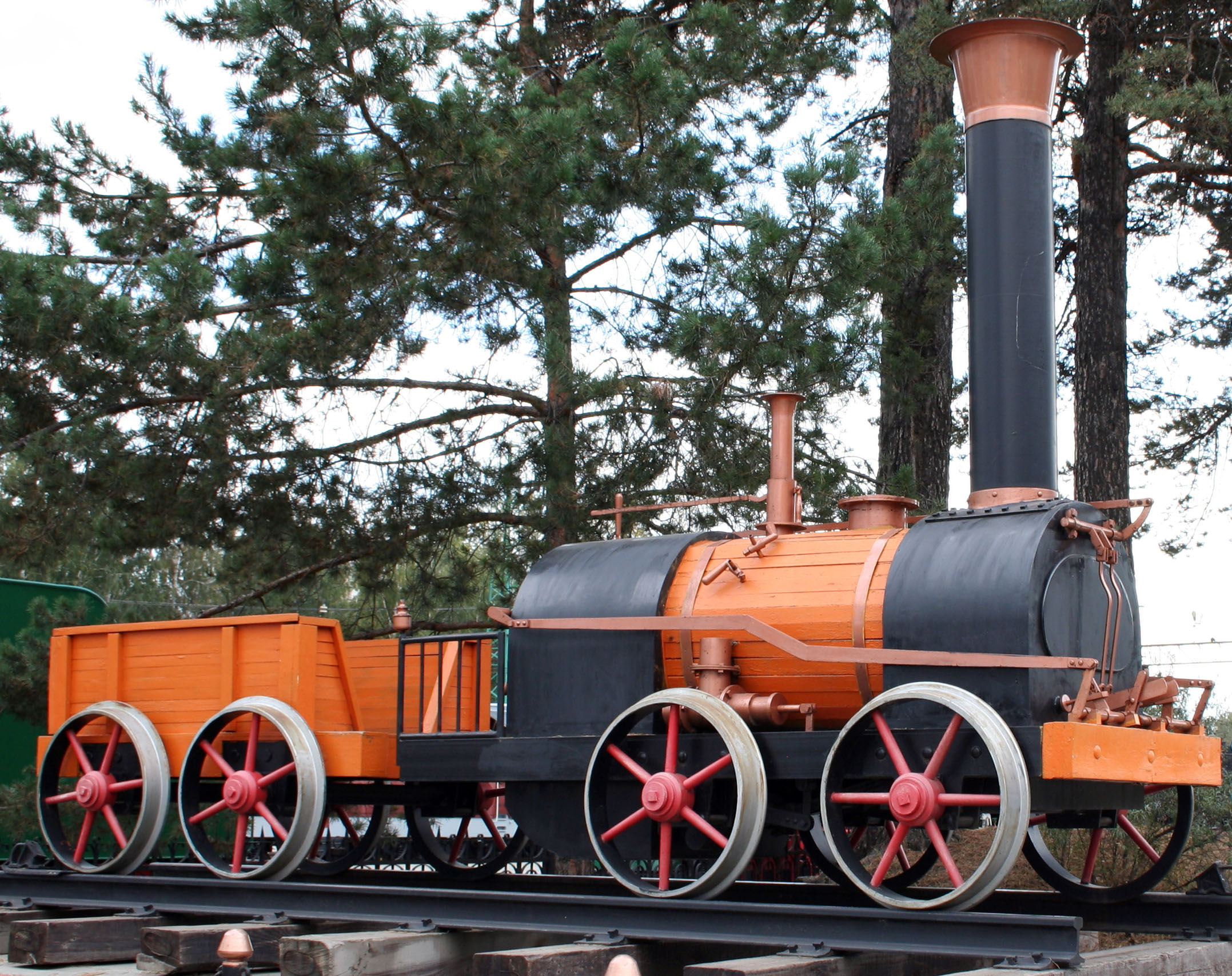
Макет першого паровоза Черепанових в Новосибірському музеї

## Художня література
- Фёдоров Е. А. (1897—1961), трилогия «Каменный пояс», книга 3-я «Хозяин каменных гор».